# 岐阜市東部事務所
岐阜市東部事務所（ぎふしとうぶじむしょ）とは、岐阜県岐阜市にある公共施設。
岐阜市役所の出先機関の一つであり、「岐阜市役所東部事務所」「東部事務所」とも称する。

## 概要
- 岐阜市には1978年（昭和53年）時点では28の支所が存在した。そのためこれらの支所を統廃合し、1986年（昭和61年）までに新たに6つの事務所[1]を設置した。東部事務所は1985年（昭和60年）1月4日に開館した[2]。

## 業務時間
- 月曜日から金曜日の9時から17時（土曜日・日曜日・祝日・年末年始を除く）

## 業務内容
- 住民票・戸籍・印鑑登録証明書などの証明書の発行
- 住所異動届（転入・転出・転居等）の受付
- 戸籍届出（婚姻・出生・死亡等）の受付
- 国民健康保険の受付
- 国民年金の受付
- 転入学の受付
- 埋火葬許可の受付

2020年（令和2年）9月1日からは、福祉、健康、子育てなどに関する事務の一部の窓口を行っている。

## 管轄地域
- 岩田、岩滝、静が丘町、岩田西1-3丁目、岩田東1-3丁目、岩滝西1-3丁目、岩滝東1-3丁目、岩田坂1-4丁目、芥見、岩井、大洞、加野、大洞柏台1-7丁目、大洞桐が丘1-4丁目、大洞桜台1-8丁目、大洞紅葉が丘1-6丁目、北山1-3丁目、芥見影山1・2丁目、芥見大般若1・2丁目、芥見野畑1-3丁目、岩井1-5丁目、加野1-7丁目、大蔵台、向加野1-3丁目、石原（一部）、芥見1-7丁目、芥見大退1・2丁目、芥見大船1-2丁目、芥見長山1-3丁目、芥見町屋1・2丁目、芥見南山1-3丁目、祇園1-3丁目、芥見嵯峨1・2丁目、芥見堀田、上芥見、芥見東山、大洞1-4丁目、大洞西、大洞緑山1・2丁目、芥見海戸山、芥見清水、芥見中野畑、諏訪山1-5丁目、コモンヒルズ北山[3]。

※岩地区、芥見地区、芥見東地区、芥見南地区に該当する。

## 所在地
- 岐阜市芥見4丁目64番地

## 公共交通機関
- 岐阜バス大洞団地線、岐阜関線、岐阜美濃線「東芥見」バス停より徒歩約5分。
  - 名鉄岐阜駅（岐阜バスターミナル）・岐阜駅（JR岐阜駅バスターミナル）より、【B74】「大洞緑団地」、【B81】「せき東山」、【B83】「岐阜医療科学大学」、【B87】「中濃庁舎」行き
- 岐阜市コミュニティバス（藍川地区「あいあいバス」、芥見東・南地区「みどりっこバス」、芥見・岩地区「芥見岩っこバス」）「東部事務所」バス停より徒歩すぐ。